# Volos
Volos (en griego: Βόλος) es una ciudad situada en el centro del territorio continental griego, a unos 326 km al norte de Atenas y 215 km al sur de Salónica. Es la capital de la unidad periférica de Magnesia y la sexta ciudad más importante y poblada de Grecia.

## Generalidades
Construida en el punto más profundo del golfo Pagasético y al pie del monte Pelión (la tierra de los Centauros), esta es la única salida hacia el mar desde Tesalia, la mayor región agrícola del país. Volos es uno de los mayores puertos comerciales de Grecia, pero también tiene mucho tráfico porque está conectada por ferries con las islas cercanas de Scíathos, Skópelos y Alónnisos. La ciudad también cuenta con una zona industrial en las afueras.

## Historia
Al Oeste de Volos están los asentamientos neolíticos de Dímini con una acrópolis en ruinas, muralla y dos tumbas en colmena datadas entre 4000-1200 a. C. y Sesklo con los restos de la más antigua acrópolis en Grecia (6000 a. C.).
La Volos moderna está construida en el área de las antiguas ciudades de Yolco, Demetrias y Pagasas. Yolcos fue la patria del héroe mítico Jasón, quien navegó, acompañado por los Argonautas, a bordo de la nave Argo en busca del Vellocino de oro a Cólquida. 
Probablemente Yolco se ubicaba en el lugar de Kastro Palea, situado en la parte occidental de Volos, donde se han encontrado restos de edificios del Heládico Tardío IIIA y IIIB con características parecidas a los palacios micénicos, donde se han hallado algunas inscripciones en lineal B. Aunque pudo sufrir una destrucción en el Heládico Reciente IIIC, el lugar continuó estando habitado en esa época durante un tiempo. Con posterioridad, los restos hallados indican que Kastro Palea continuó siendo habitada entre el periodo geométrico y la época romana.
Con respecto a Demetrias, fue fundada por Demetrio Poliorcetes, rey de Macedonia. 
De acuerdo a un historiador bizantino del siglo XIV Volos se llamaba "Golos". La teoría más ampliamente aceptada del origen del nombre es que Volos es una corrupción de Ιωλκός (Yolco), que se distorsionó con el paso de los años en "Golkos", después "Golos" y posteriormente "Volos". Otros dicen que se originó a partir de Folos, que de acuerdo con la mitología era el terrateniente de la región.
Volos es una ciudad relativamente nueva, que empezó a crecer a mediados del siglo XIX en el lugar en que había una insignificante aldea turca. Después de su anexión a Grecia desde el Imperio otomano en 1881, tenía una población de solo 4900 personas, pero creció muy rápidamente en las siguientes cuatro décadas. Comerciantes, hombres de negocio, artesanos y marineros se fueron a vivir a Volos desde los alrededores. En los años 1920 hubo una gran afluencia de refugiados en Volos, especialmente de Jonia, pero también de Ponto, Capadocia y el Este de Tracia. En 1920 el censo de Volos fue de 30 046 habitantes y en el censo de 1928 su población creció hasta 47 892. En detalle: Volos tenía un población total de 41 706 y los refugiados de la Guerra Greco-Turca (1919-1922) donde hubo 6779 refugiados en Volos (16.25 % de la población). En el distrito de Nea Ionia, la población total era de 6186 y los refugiados eran 5166 (83.51 %). Así el número total de refugiados en el municipio de Pagasas (Volos y Nea Ionia) era de 11 945 y el porcentaje de refugiados era de 24.94 %.

### Ciudad actual
El desarrollo de la ciudad estaba íntimamente relacionado con el establecimiento de los polígonos industriales, la renovación del puerto y el incremento del turismo debido a su posición geográfica cerca del monte Pelión (morada de Quirón, el Centauro) y las paradisíacas playas de Magnesia (prefectura), especialmente las localizadas en las islas Espóradas. La ciudad había estado enlazada con varios movimientos sociales en el pasado, como la enseñanza temprana de dimotikí por A. Delmouzos a principios del siglo XX (cuando Katharevousa hizo la versión sancionada oficialmente).
Volos tiene colegios, gimnasios, iglesias, bancos, oficina de correos, una playa y plazas (plateia) como la Plaza Riga Fereou. La ciudad es muy conocida por su variedad de "mezedes", similar a las tapas pero siempre de pescado o mariscos, que se sirven junto a la bebida alcohólica clara que los griegos llaman Tsipouro.

## Galería

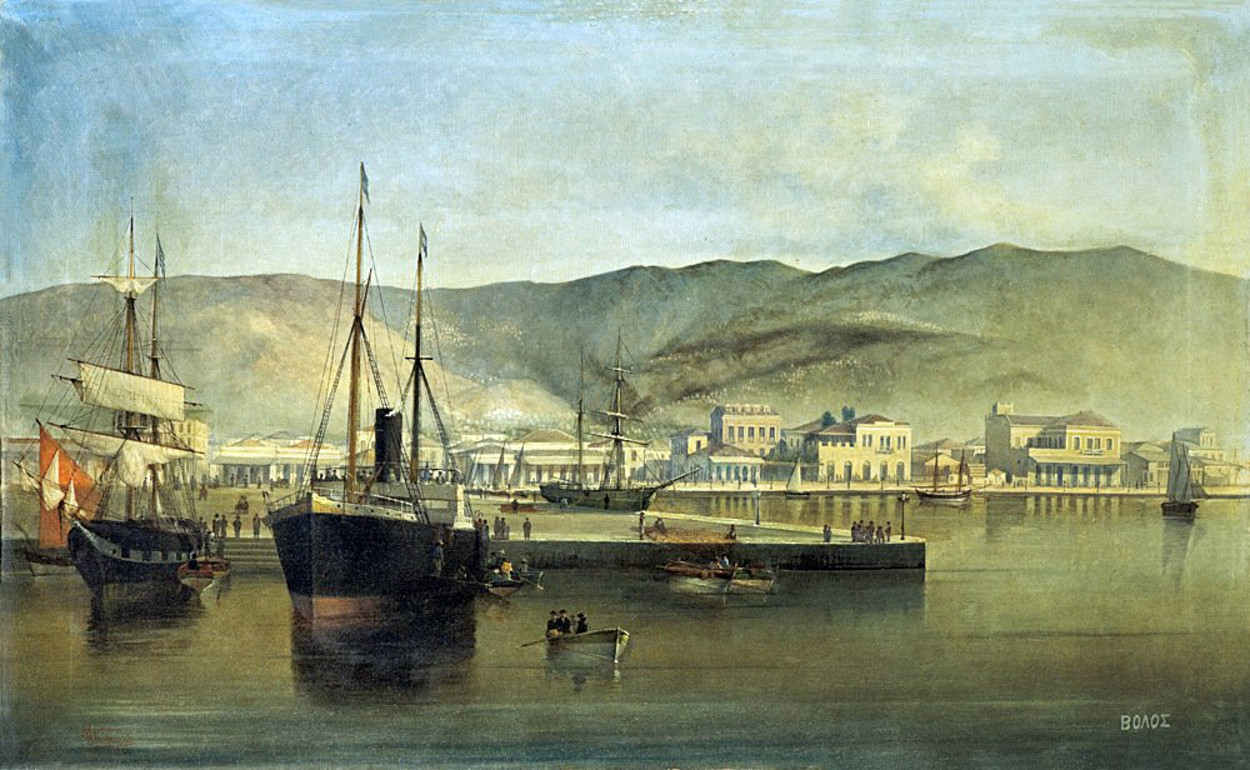
Volos hacia finales del siglo XIX
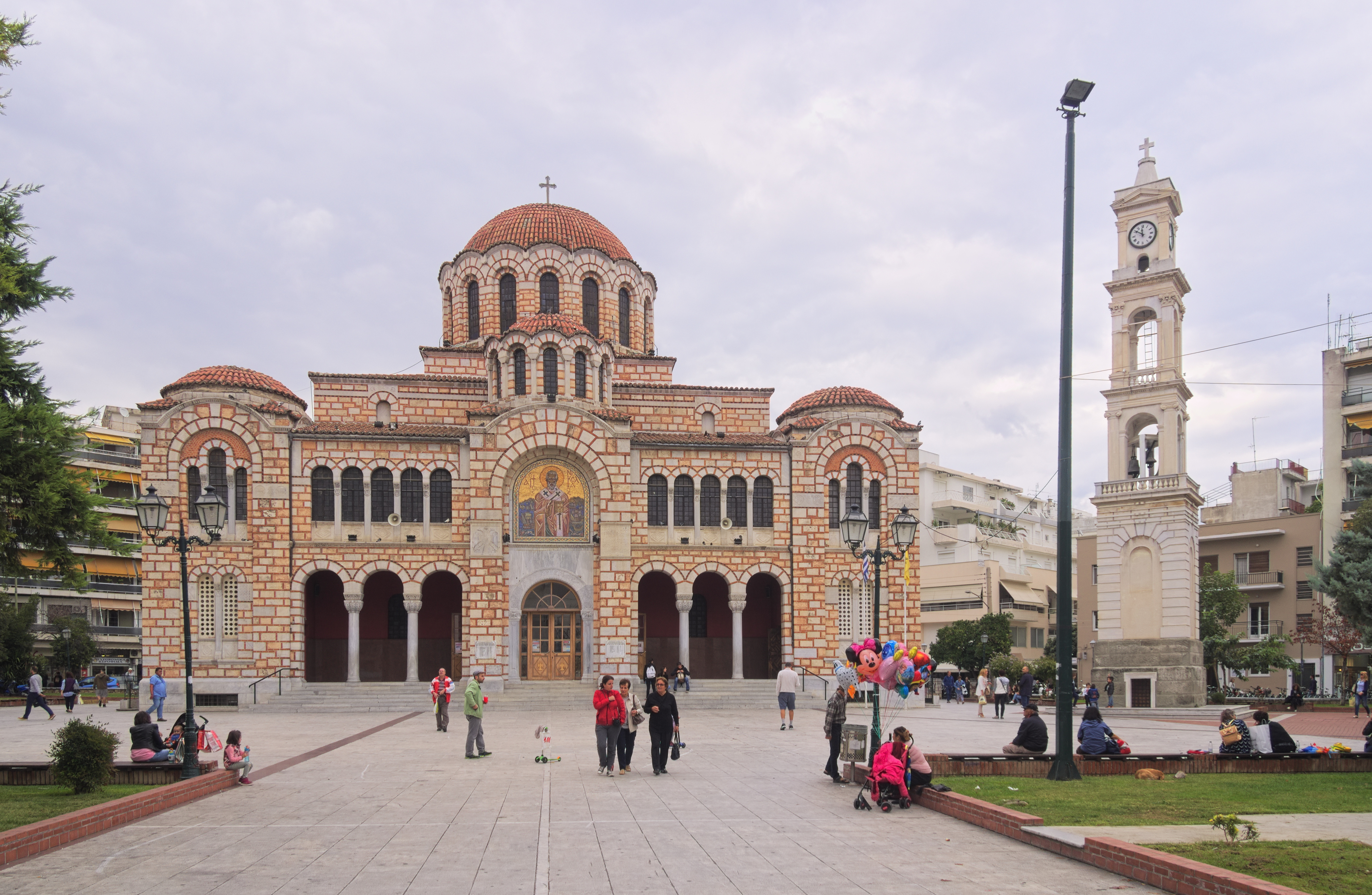
Catedral de San Nicolás

## Demografía
| Gráfica de evolución de Volos entre 1920 y 2021 |
|                                                 |

En 2011, el municipio de Volos tenía 144 449 habitantes y la población de la ciudad era de 86 046. La economía de la ciudad se basa en las fábricas, el comercio, los servicios y el turismo. 
| Año  | Población | Cambio      | Población metropolitana |
| ---- | --------- | ----------- | ----------------------- |
| 1981 | 71 378    | -           | -                       |
| 1991 | 77 192    | 5.814/8,14% | ca. 150.000             |
| 2001 | 82 439    | 5.247/6,79% | ca. 160.000             |
| 2011 | 86 046    |             |                         |

## Clima
| Parámetros climáticos promedio de Volos                                                                          | Parámetros climáticos promedio de Volos | Parámetros climáticos promedio de Volos | Parámetros climáticos promedio de Volos | Parámetros climáticos promedio de Volos | Parámetros climáticos promedio de Volos | Parámetros climáticos promedio de Volos | Parámetros climáticos promedio de Volos | Parámetros climáticos promedio de Volos | Parámetros climáticos promedio de Volos | Parámetros climáticos promedio de Volos | Parámetros climáticos promedio de Volos | Parámetros climáticos promedio de Volos | Parámetros climáticos promedio de Volos |
| Mes | Ene.                                    | Feb.                                    | Mar.                                    | Abr.                                    | May.                                    | Jun.                                    | Jul.                                    | Ago.                                    | Sep.                                    | Oct.                                    | Nov.                                    | Dic.                                    | Anual                                   |
| --- | --------------------------------------- | --------------------------------------- | --------------------------------------- | --------------------------------------- | --------------------------------------- | --------------------------------------- | --------------------------------------- | --------------------------------------- | --------------------------------------- | --------------------------------------- | --------------------------------------- | --------------------------------------- | --------------------------------------- |
| Temp. máx. abs. (°C)                                                                                             | 22                                      | 25                                      | 27                                      | 35                                      | 37                                      | 40                                      | 42                                      | 42                                      | 40                                      | 32                                      | 30                                      | 25                                      | 42                                      |
| Temp. máx. media (°C)                                                                                            | 12                                      | 13                                      | 16                                      | 20                                      | 24                                      | 28                                      | 31                                      | 31                                      | 27                                      | 23                                      | 17                                      | 13                                      | 21                                      |
| Temp. media (°C)                                                                                                 | 7                                       | 9                                       | 11                                      | 15                                      | 19                                      | 23                                      | 26                                      | 25                                      | 22                                      | 18                                      | 13                                      | 9                                       | 16                                      |
| Temp. mín. media (°C)                                                                                            | 3                                       | 5                                       | 7                                       | 10                                      | 14                                      | 18                                      | 21                                      | 20                                      | 17                                      | 13                                      | 9                                       | 6                                       | 12                                      |
| Temp. mín. abs. (°C)                                                                                             | -7                                      | -7                                      | -2                                      | 1                                       | 5                                       | 10                                      | 15                                      | 13                                      | 7                                       | 6                                       |                                         | -3                                      | -7                                      |
| Precipitación total (mm)                                                                                         | 50                                      | 50                                      | 40                                      | 30                                      | 40                                      | 30                                      | 10                                      | 10                                      | 20                                      | 60                                      | 70                                      | 60                                      | 530                                     |
| Días de precipitaciones (≥ 31)                                                                                   | 7                                       | 7                                       | 5                                       | 4                                       | 5                                       | 3                                       | 1                                       | 2                                       | 3                                       | 6                                       | 7                                       | 7                                       | 62                                      |
| Humedad relativa (%)                                                                                             | 78                                      | 77                                      | 75                                      | 72                                      | 72                                      | 69                                      | 63                                      | 63                                      | 67                                      | 76                                      | 80                                      | 81                                      | 72.8                                    |
| Fuente: http://www.weatherbase.com/weather/weatherall.php3?s=16661&refer=&cityname=Volos-Thessalia-Greece&units= |                                         |                                         |                                         |                                         |                                         |                                         |                                         |                                         |                                         |                                         |                                         |                                         |                                         |

## Deporte
En Volos se celebró el Campeonato Europeo de Gimnasia Artística de 2006.
La ciudad tiene los siguientes equipos de fútbol:
- Olympiakos Volou
- Niki Volou FC
- Volos NFC

## Sitios de interés
- Estadio Panthessaliko, sitio de las olimpíadas Atenas 2004, ubicado en Nea Ionia
- Puente sobre el canal
- Museo Arqueológico de Volos

## Transporte
- Volos tiene la singularidad de ser punto de encuentro de ferrocarriles con tres anchos de vía distintos.[3]
- El Puerto de Volos tiene líneas a Scíathos y Skópelos.

## Periódicos
- Thessalia (Η Θεσσαλία)
- Neos Typos (Νέος Τύπος)

|                  | Norte: Yolcos         |             |
| Oeste: Nea Ionia |                       | Este: Agria |
|                  | Sur: Golfo Pagasético |             |

## Ciudades hermanadas
- Antofagasta - Chile
- Le Mans - Francia
- Pleven - Bulgaria
- Rostov del Don - Rusia
- Batumi - Georgia